# Anke Simon

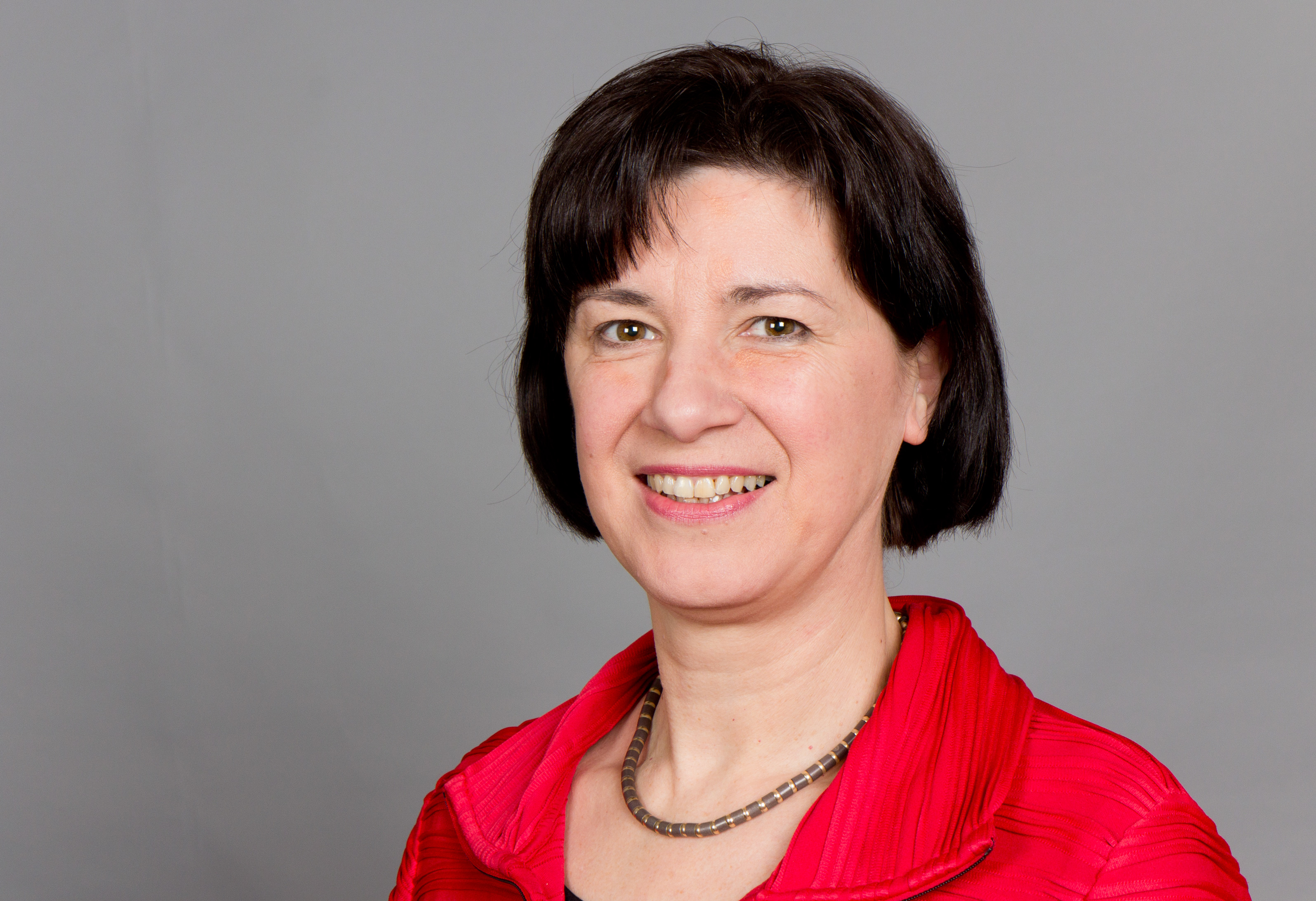
Anke Simon (2014)

Anke Diane Simon (* 31. März 1963 in Frankenthal (Pfalz)) ist eine deutsche Politikerin (SPD). Sie war von 2011 bis 2023 Abgeordnete des rheinland-pfälzischen Landtags.

## Leben
Simon ist in Frankenthal, Lambsheim und Ludwigshafen am Rhein aufgewachsen. Das Albert-Einstein-Gymnasium verließ sie mit der Mittleren Reife und wurde zwischen 1981 und 1983 bei der Stadtsparkasse Ludwigshafen, einer Vorgängerin der Sparkasse Vorderpfalz zur Bankkauffrau ausgebildet. Dort war sie bis 2011 tätig. Simon ist verheiratet und hat zwei Kinder.

## Politik
1993 wurde Simon Mitglied der SPD und war zwischen 1998 und 2004 Vorsitzende des Ortsvereins Ludwigshafen-Mundenheim. Von 1994 bis 2004 war sie Mitglied im Ortsbeirat von Ludwigshafen-Mundenheim und stand diesem von 2004 bis 2024 als Ortsvorsteherin vor. 2004 wurde sie in den Ludwigshafener Stadtrat gewählt.
Bei den Landtagswahlen in Rheinland-Pfalz 2011, 2016 und 2021 gewann sie das Direktmandat im Wahlkreis Ludwigshafen am Rhein I. Simon war im Ausschuss für Gesellschaft, Integration und Verbraucherschutz und im  Ausschuss für Gesundheit, Pflege und Demografie sowie als verbraucherpolitische und familienpolitische Sprecherin der SPD-Landtagsfraktion tätig. Sie legte ihr Mandat zum Jahresende 2023 nieder. Für sie rückte David Guthier in den Landtag nach.
Simon ist Vorstandsmitglied der AIDS-Hilfe Arbeitskreis Ludwigshafen e.V. und stellvertretende Vorsitzende der Bürgerinitiative offene Jugendarbeit Ludwigshafen (B.I.L.). Sie ist Mitglied im Kuratorium der Hochschule Ludwigshafen und im Landesbeirat für Familie. Weiterhin ist sie in mehreren Vereinen tätig.